# 2015/02/09 San Francisco, CA
Albums de Metallica
25 Nights Down Under
(2015)
2015/02/09 San Francisco, CA est un album Live digital du groupe de thrash metal Metallica, qui a été enregistré à San Francisco le 9 février 2015 . L’album a été publié et est toujours disponible en téléchargement légal et gratuit au format mp3 sur le site livemetallica.com et contient l'intégralité du concert privé pour la startup d'informatique Salesforce. 

## Liste des titres
Disque 1:
1. Hit The Lights (5:31)
2. Master Of Puppets (8:27)
3. Welcome Home (Sanitarium) (6:57)
4. Sad But True (5:39)
5. The Unforgiven (6:26)
6. Fuel (4:10)
7. Wherever I May Roam (6:17)
8. One (7:57)
9. For Whom The Bell Tolls (5:41)
10. Battery (5:17)
11. Kirk Solo (2:09)
12. Nothing Else Matters (5:21)
13. Enter Sandman (6:19)

Disque 2:
1. Creeping Death (8:01)
2. Seek And Destroy (9:13)